# Esenler
Esenler é um distrito de Istambul, na Turquia, situado na parte europeia da cidade. Conta com uma população de 464 557 habitantes.
O terminal rodoviário de Esenler (em turco:  Esenler Otogar, Uluslararası İstanbul Otogarı, inaugurado em maio de 1994, localiza-se no bairro vizinho Bayrampaşa. Recebe 275 empresas de ônibus principalmente de países da Ásia e é um dos maiores terminais rodoviários da Turquia.